# РХЛ в сезоне 2011/2012
Сезон 2011/2012 — первый сезон Российской хоккейной лиги. Он стартовал в Западной конференции 10-11 сентября 2011 года, а в Восточной конференции 8-9 октября и завершился 22 апреля 2012 года. Чемпионом стал клуб «Славутич» Смоленск.

## Команды
| Команда              | Город            | Арена                              | Вместимость      | Основана         |
| Дивизион «Запад»     | Дивизион «Запад» | Дивизион «Запад»                   | Дивизион «Запад» | Дивизион «Запад» |
| -------------------- | ---------------- | ---------------------------------- | ---------------- | ---------------- |
| Белгород             | Белгород         | Ледовая арена «Оранжевый лёд»      | 1200             | 1994             |
| Брянск               | Брянск           | ЛДС «Брянск»                       | 1000             | 1963             |
| Буран                | Воронеж          | ДС «Юбилейный»                     | 3040             | 1977             |
| Кристалл             | Электросталь     | Ледовый дворец спорта «Кристалл»   | 3500             | 1949             |
| Липецк               | Липецк           | Дворец спорта «Звёздный»           | 2000             | 1979             |
| Мордовия             | Саранск          | Ледовый дворец Республики Мордовия | 3300             | 2007             |
| Прогресс             | Глазов           | ЛДС «Прогресс»                     | 4500             | 1956             |
| Славутич             | Смоленск         | Смоленский ледовый дворец          |                  | 2010             |
| Сокол                | Новочебоксарск   | Ледовый дворец «Сокол»             | 3000             | 1975             |
| Спутник              | Альметьевск      | ДС «Юбилейный»                     | 2200             | 2011             |
| Тамбов               | Тамбов           | Ледовая арена «В Радужном»         | более 1000       | 1981             |
| ТХК (хоккейный клуб) | Тверь            | ЛДС «Юбилейный»                    | 2000             |                  |
| ЦСК ВВС              | Самара           | ДС ЦСК ВВС                         | 3500             | 1950             |
| Челны                | Набережные Челны | Ледовый дворец спорта              | 1500             | 2004             |
| Дивизион «Восток»    |                  |                                    |                  |                  |
| Алтай                | Барнаул          | ДЗиС им. Г. С. Титова              | 3800             | 2006             |
| Буревестник          | Екатеринбург     | КРК «Уралец»                       | 5570             |                  |
| Газовик-2            | Тюмень           | Дворец спорта                      | 3346             |                  |
| Зауралье-2           | Курган           | ЛДС «Мостовик» им. Н. В. Парышева  |                  |                  |
| Кедр                 | Новоуральск      | КСК                                | 1200             |                  |
| Кристалл-Югра        | Белоярский       | Крытый каток                       | 450              |                  |
| Крылья Советов       | Новосибирск      |                                    |                  |                  |
| Спутник-2            | Нижний Тагил     | ЛДС им. В. К. Сотникова            | 4160             |                  |
| Шахтёр               | Прокопьевск      | СК «Снежинка»                      | 3500             | 1963             |
| Янтарь               | Северск          | СК «Северск»                       |                  |                  |

## Регулярный чемпионат

### Западная конференция
В сезоне 2011/2012 Западная конференция состояла из 14 клубов. На первом этапе команды конференции проводили между собой определённое количество матчей, матчи с командами Восточной конференции не проводились. Регулярный чемпионат в Западной конференции завершился 17 февраля 2012 года. По итогам этапа определялось набранное количество очков и составлялась таблица, после чего определялись первые 8 команд для дальнейшего участия во втором этапе. Остальные команды, не прошедшие во второй этап, могли по желанию принять участие в Кубке РХЛ.

#### Таблица
| Пояснения к турнирным таблицам              |
| ------------------------------------------- |
| Команда, обеспечившая 1 место в конференции |
| Команда, обеспечившая место в плей-офф      |
| Команда, не попадающая в плей-офф           |